# شارلوت فلر
اشلی الیزابت فلیر متولد ۵ آوریل ۱۹۸۶ یک کشتی‌گیر حرفه‌ای آمریکایی است. وی دختر کشتی گیر سابق، ریک فلر و خواهر دیوید و رید فلر می‌باشد شارلوت ۱۴ بار قهرمان جهان در دابلیو دابلیو ای شده است، ۷ بار قهرمان زنان اسمکدان و ۶ بار قهرمان زنان راو و یکبار قهرمان دیواز شده است. و هم اکنون در برند اسمکدان فعالیت میکند.

## کودکی
فلیر در شارلوت، کارولینای شمالی به دنیا آمد. پدرش هال آو فِیمِر WWE، ریک فلیر، و مادرش الیزابت است. او یک خواهر ناتنی بزرگتر به نام مِگان و یک برادر ناتنی بزرگتر به نام دیوید دارد. البته برادر کوچک‌ترش به نام رید در مارس ۲۰۱۳ فوت کرد. فلیر دو قهرمانی در والیبال دارد. در دبیرستان او لقب کاپیتان و بازیکن سال را بین سال‌های ۲۰۰۴–۲۰۰۵ گرفت. او مجوز آموزش شخصی را دارد.

## دبلیودبلیوئی

### ان اکس تی (۲۰۱۲-۲۰۱۵)
در ۱۷ مهٔ ۲۰۱۲ فلیر قراردادی با دبلیودبلیوئی بست و به بخش آموزشی آن، یعنی ان اکس تی پیوست. او نام شارلوت را برای خود انتخاب کرد و اولین حضور تلویزیونی خود را در ۱۷ ژوئیهٔ ۲۰۱۳ داشت که بیلی را شکست داد. در ادامهٔ همین سال، با بیلی تگ تیم شد و آن دو در ۴ سپتامبر آکسانا و آلیشا فاکس را شکست دادند. در ۱۰ اکتبر بیلی همراه شارلوت در مسابقهٔ او در برابر سانتانا گرت بود که شارلوت برنده شد. در طول مسابقه، سامر ری و ساشا بنکس به رینگ آمدند و از بیلی خواستند به آن‌ها بپیوندد. در هر حال در ۱۳ نوامبر شارلوت به بیلی حمله کرد و باعث شد در برابر سامر ری و ساشا بنکس شکست بخورند. بعد هم بدون معطلی به گروه آن‌ها پیوست. شارلوت بعد از دو ماه غیبت برگشت و مدیر رائی و بنکس شد.
در آخر فوریهٔ ۲۰۱۴، قهرمان زنان ان اکس تی، پیج، بعد از اینکه توانست از عنوانش در برابر اِما دفاع کند، در حال انجام مصاحبه‌ای با رنی یانگ بود که شارلوت وارد شد و خود را حریف بعدی او خواند. در ۶ مارس شارلوت از اِما برد. سپس او و بنکس با بیلی (با همراهی ناتالیا) دشمنی را شروع کردند. در ۲۷ مارس ناتالیا با دخالت بنکس با قانون دیسکالیفه (دیسکوالیفای) توانست شارلوت را شکست دهد. در ۶ آوریل، شارلوت همراه با الکسا بلیس و بنکس در رسلمینیا ۳۰ به‌عنوان بخشی از صحنه ورود تریپل اچ مقابل دنیل براین حضور داشت. در ۲۴ آوریل دشمنی بین شارلوت و پیج تمام شد درحالی‌که شارلوت و بنکس از اما و پیج بردند.
در اوایل ماه مه، شارلوت در سری مسابقات عنوان قهرمانی زنان ان اکس تی شرکت کرد و در دور اول اِما را شکست داد. در نیمه‌نهایی الکسا بلیس و در فینال ناتالیا را شکست داد و برای اولین بار قهرمان زنان ان اکس تی شد. بعد از ۴ ماه غیبت از شو، سامر ری در ۶ ژوئن به ان اکس تی برگشت و با پرت‌کردن حواس بیلی باعث پیروزی شارلوت شد. بعد از مسابقه، این دو دوست به بیلی حمله کردند تا اینکه پیج و اِما به کمک بیلی آمدند. این کار باعث برگزاری یک مسابقهٔ شش‌نفری دیواز در ۱۲ ژوئن شد که در آن بیلی با پین کردن شارلوت باعث باخت تیم بی اف اف شد. در ۳ ژوئیه شارلوت دوباره در مسابقه‌ای تیمی مقابل بیلی قرار گرفت. در این مسابقه شارلوت و بنکس توانستند بیلی و بکی لینچ را شکست دهند. بعد از مسابقه شارلوت اجازه داد تا بیلی به بنکس حمله کند و بعد در پشت صحنه، بنکس به‌طور رسمی اتحادش با شارلوت را منحل کرد.

## قهرمانی دیواز ( ۲۰۱۵ تا ۲۰۱۶)
شارلوت دیبوت رسمی خودش را به راستر اصلی WWE در ۱۲ جولای ۲۰۱۵ در شو راو به همراه بکی لینج و ساشا بنکس انجام داد . به گفته‌های استفنی مکمن شارلوت و بکی به پیج برای مقابله با تیم بلا ( بری بلا . نیکی بلا و الیشیا فاکس ) و ساشا به نایومی و تأمینا ملحق شدند. شارلوت و پیج و بکی ابتدا اسم گروه خود را Submission Sorority گذاشتند اما مدتی بعد به PCB تغییر دادند.در اولین پی پر ویو وی در WWE ( سامراسلم ) توانست بری بلا و ساشا را شکست بدهد. در ۳۱ اگوست در شو راو شارلوت توانست در مسابقه Beat the Clock challenge بری بلا را شکست بدهد و مسابقه ای در شب قهرمانان در مقابل نیکی بلا بر سر قهرمانی دیواز برای وی ثبت شود . شارلوت قبل از این مسابقه درخواست مسابقه ای در برابر نیکی بلا در روز قبل شب قهرمانان کرد .علت کار وی این بود که می خواست نیکی بلا نتواند رکورد قهرمانی ای جی لی را بزند . در این مسابقه نیکی بلا جایش را با بری بلا عوض می‌کند و شارلوت بری را پین می‌کند اما چون مسابقه به صورت DQ به پایان رسد، نیکی بلا پیروز شد. در شب قهرمانان، شارلوت موفق به شکست نیکی و قهرمان دیواز شد.در راو بعد از شب قهرمانان پیج  با شارلوت و بکی قطع همکاری کرد و علت قهرمانی وی را پارتی بازی پدرش خواند .